# КБ (футбольный клуб)
«КБ» (также «КБ Копенгаген», дат. Kjøbenhavns Boldklub, KB) — спортивный клуб из Копенгагена, наиболее известен своей футбольной секцией. Считается старейшим футбольным клубом в континентальной Европе.
Клуб основан 26 апреля 1876 года, с 1879 года в нём начали заниматься футболом и крикетом, с 1883 — теннисом. В 1889/1890 был проведён первый сезон чемпионата Копенгагена по футболу, в котором КБ занял второе место. В следующем сезоне КБ стал чемпионом Копенгагена. В сезоне 1912/1913 стал первым официальным чемпионом Дании, а в последующие 4 сезона ещё трижды повторил свой успех. В сезоне 1958/1959 впервые участвовал в Кубке европейских чемпионов, в предварительном раунде уступил клубу «Шальке 04» из ФРГ. Наивысшим достижением на европейской арене стал выход во второй раунд Кубка европейских чемпионов 1981/82. В сезонах 1982, 1984, 1988, 1990 выбывал из высшего дивизиона, но каждый раз (кроме последнего) через год возвращался. В 1992 году КБ и «Б 1903» объединили свои профессиональные футбольные команды и основали ФК «Копенгаген». После этого КБ стал фарм-клубом FCK. В настоящее время выступает в восточной группе Второго (третьего по уровню) дивизиона.

## Достижения
- Чемпион Дании (15 раз, рекорд):

1912/13, 1913/14, 1916/17, 1917/18, 1921/22, 1924/25, 1931/32, 1939/40, 1947/48, 1948/49, 1949/50, 1952/53, 1968, 1974, 1980
- Второй призёр чемпионата Дании (13 раз):

1915/16, 1928/29, 1930/31, 1938/39, 1942/43, 1945/46, 1946/47, 1953/54, 1959, 1960, 1961, 1969, 1979
- Третий призёр чемпионата Дании (7 раз):

1934/35, 1937/38, 1941/42, 1964, 1966, 1973, 1976
- Обладатель кубка Дании:

1969
- Финалист кубка Дании (5 раз)

1958, 1961, 1965, 1966, 1984
- Чемпион Копенгагена (8 раз):

1890/91, 1896/97, 1897/98, 1902/03, 1904/05, 1909/10, 1910/11, 1912

## Еврокубки
Кубок Интертото: (1) 1967

## Известные игроки
В скобках годы выступлений за КБ
- Поуль Эфферсё (1889—1897)
- Поуль Нильсен (1907—1927)
- Нильс Беннике (1943—1950)
- Пер Фриманн (1981)
- Микаэль Лаудруп (1981—1982)
- Торбен Пехник (1980—1987)